# 中野寛成
中野 寛成（なかの かんせい、1940年〈昭和15年〉11月26日 ‐ ）は、日本の政治家。
衆議院議員（11期）、大阪府豊中市議会副議長、民社党書記長、新進党政策審議会長、新党友愛代表（初代）、民主党幹事長、衆議院副議長（第62代）、国家公安委員会委員長（第84代）、拉致問題担当大臣（菅直人再改造内閣）、公務員制度改革担当大臣（菅直人再改造内閣）などを歴任した。
現在は、大阪民社協会常任顧問、吉本興業特別顧問、世界連邦運動協会会長代行、関西大学政治学会顧問を務めている。

## 来歴・人物
長崎県長崎市生まれ。4歳の時に原爆投下を経験している。後に大阪府へ転居し、大阪府立豊中高等学校、関西大学法学部卒業。大学時代は千里山法律学会に所属し、在学中に民主社会党に入党した。関西大学卒業後、税理士事務所勤務を経て大阪府議会議員の秘書を務める。
1965年、豊中市議会議員選挙に出馬し、初当選。豊中市議は3期務め、1971年には31歳で豊中市議会副議長に就任する。
1972年、3期目の任期途中に豊中市議を辞職し、同年12月の第33回衆議院議員総選挙に民社党公認で旧大阪3区から出馬したが、落選した。1976年、第34回衆議院議員総選挙に再び旧大阪3区から民社党公認で立候補し、初当選した。
1985年2月のの衆議院予算委員会で中曽根康弘首相に対して所謂お色気番組を批判する質問を行い中曽根から政府から規制を要請するという答弁を引き出し、後のお色気番組自粛の遠因を作った。
1989年、永末英一委員長の下で民社党政策審議会長に起用され、続く大内啓伍委員長の下でも留任。1993年の細川連立政権では連立与党の政策幹事会に参加し、政策立案や連立与党間の調整にあたった。1994年、米沢隆委員長の下で民社党書記長に就任した。同年12月の民社党解党に伴い、新進党結党に参加。新進党では政策審議会長や国会対策委員長を歴任した。1997年末の新進党解党に伴い、旧民社党系議員を中心に新党友愛を結党し、代表に就任。
1998年4月の新党友愛解党により民主党に合流し、党代表代行に就任した。
1999年1月、民主党政策調査会長に就任。
2002年9月の民主党代表選挙では当初出馬の構えを見せるも、告示の直前に出馬を撤回し、鳩山由紀夫代表の3選を支持。旧民社党系の支持が鳩山3選の原動力になった。鳩山代表は新執行部で中野を民主党幹事長に起用する。この人事が露骨な論功行賞であると批判を浴び求心力が低下した事もあり、鳩山は同年12月に代表を辞任した。
2003年11月に衆議院副議長に就任し、2005年8月の郵政解散まで務める。9月の第44回衆議院議員総選挙では大阪8区で自民党の大塚高司に敗れ、比例復活もならず落選。同月26日、後援会事務所職員が公職選挙法違反の容疑で逮捕された。この職員は、03年総選挙時の選挙違反で公民権停止の処分を受けていたにもかかわらず、選挙運動を行っていた。
2009年8月の第45回衆議院議員総選挙では、前回敗れた大塚を比例復活すら許さない大差で破り、11選。
2011年1月14日、菅直人再改造内閣で国家公安委員長（公務員制度改革担当大臣・拉致問題担当大臣を兼務）に就任し、初入閣した。
同年9月、野田内閣発足に伴い退任し、民主党常任幹事会議長、民主党憲法調査会長に就任した。2012年2月、内閣府特命担当大臣として入閣した中川正春の後任として、民主党行政改革調査会長に就任。
2012年11月5日、記者会見を開き次期衆院選への立候補はせず、脊髄小脳変性症の妻の介護に専念するため、政界を引退することを明らかにした。
2013年4月、旭日大綬章を受章。政界引退後は民主党や民進党の大阪府連顧問に就いたが、2017年頃に退任している。

## 政策・主張
- 在日韓国人の人権問題に30年間取り組み[6]、その一環として、在日韓国人への参政権付与を主張している。2009年9月17日、当選祝賀懇親会に参加し、「人権後進国ではなく、人権発展国として、この問題こそ解決されるべきだ」「議員立法ではなく政府案として、来年の通常国会に提出する。友愛・共生の精神で、力をあわせよう」と呼びかけた[7]。2009年10月29日、在日本大韓民国婦人会中央本部創立60周年記念式典に参加し、「政権交代のこの機会に、地方参政権を実現したい。政権政党という立場から、議員立法よりも政府自らが責任を負うという意味で政府提案に向け準備している。遅くとも来年春の通常国会には実現させたい。民主党として全力を尽くす」と発言した[8]。2010年06月12日、日韓国交正常化45周年記念フォーラムで「市長や市議など地域の選挙には、住民の権利として投票権を付与することは必要」と定住外国人の地方参政権の意義を語った[6]。
- 選択的夫婦別姓制度に賛成[9]。

## エピソード
- 実母は被差別部落の出身で、「時にこの差別の問題が夫婦喧嘩の種になった」と1998年5月10日、部落解放同盟全国大会（福岡県春日市）に出席した際に述べている。
- 自身が色覚障害を持っており、それが差別の問題に関心を持つきっかけになったという[10]。
- 駄洒落（親父ギャグ）好き（自身の名前と「未完成」を掛けて「中野みかんせい」などと言っている）。
- 国会コーラス愛好会会長を務める。
- 吉本興業とマネジメント契約を結んでいる。

## 主な所属していた団体・議員連盟
- 世界連邦日本国会委員会会長（14代）
- 海事振興連盟（副会長）
- 人権政策推進議員連盟（会長）
- インクルーシブ教育を推進する議員連盟（会長）
- 民主党日韓議員交流委員会（顧問）